# Element (empresa)
Element és una empresa estatunidenca fundada el 1992 per Johnny Schillereff dedicada al món del monopatí, que fabrica taules, roba i calçat. El 2014, Element es va traslladar a The Branch, un espai creatiu a Costa Mesa. El 2018, Element va ser adquirida per Boardriders, Inc..